# زنان در فرهنگ لری

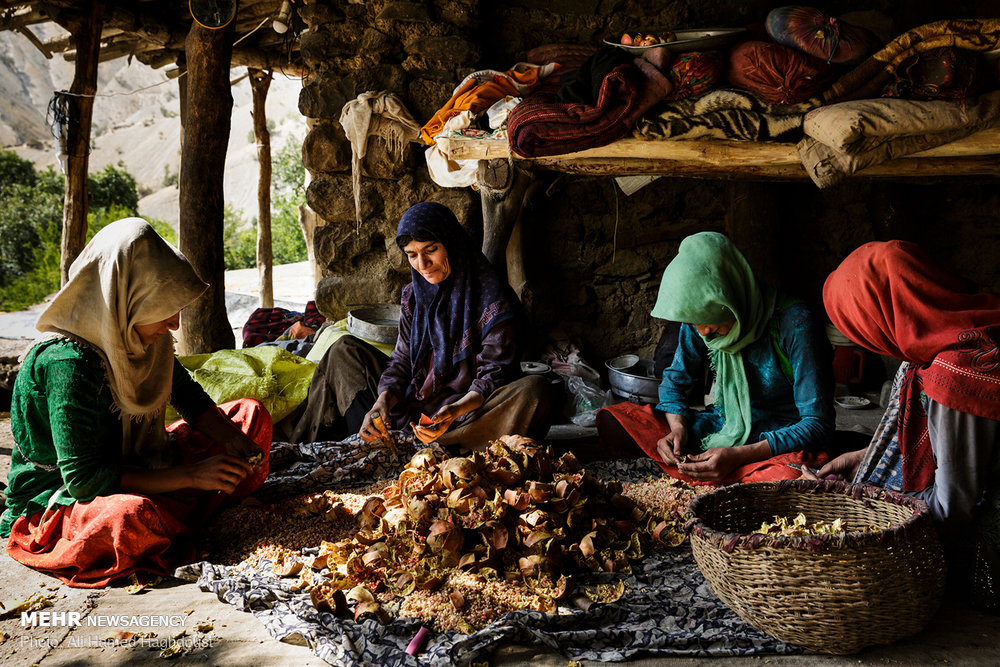
زنان بختیاری

زنان در فرهنگ لری نقش‌های مهمی در اجتماع، سیاست و اقتصاد ایران بر عهده داشتند و دارند. یکی از برجسته‌ترین نقش‌های یک زن لر در تاریخ معاصر و به خصوص دوره قاجار را بی‌بی مریم بختیاری مشهور به سردار مریم بختیاری، از زنان فعال در انقلاب مشروطه ایفا کرده است. بی‌بی مریم، یکی از مشوقان اصلی سردار اسعد بختیاری برای فتح تهران محسوب می‌شد.
زن در فرهنگ لری، همواره نیمی از جمعیت را شامل می‌شده و نقش مهمی در پایداری و استحکام نظام خانوادگی و قبیله‌ای داشته است. در تمامی مناطق لرنشین زنان نه تنها همانند مردها کار می‌کردند بلکه در مواردی نیز فراتر از مردها ظاهر می‌شدند. کارهای روزانه آنها شیردوشی، تهیه خوراک، پخت نان و موارد دیگر را شامل می‌شد. زنان لر به هنگام کوچ‌ها شهامت و شجاعت زیادی از خود نشان می‌دادند؛ عبور از کوه‌های پر از برف، رودخانه‌های پرآب و خروشان، بستن گهواره کودکان به خود و … تا چند دهه پیش امری عادی به‌شمار می‌رفت و با تمام این سختی‌ها زنان لر هیچ‌گاه در زندگی روزمره خود بیکار نمی‌ماندند و بیکارترین زمان‌ها برای‌شان پشم‌ریسی بوده است.

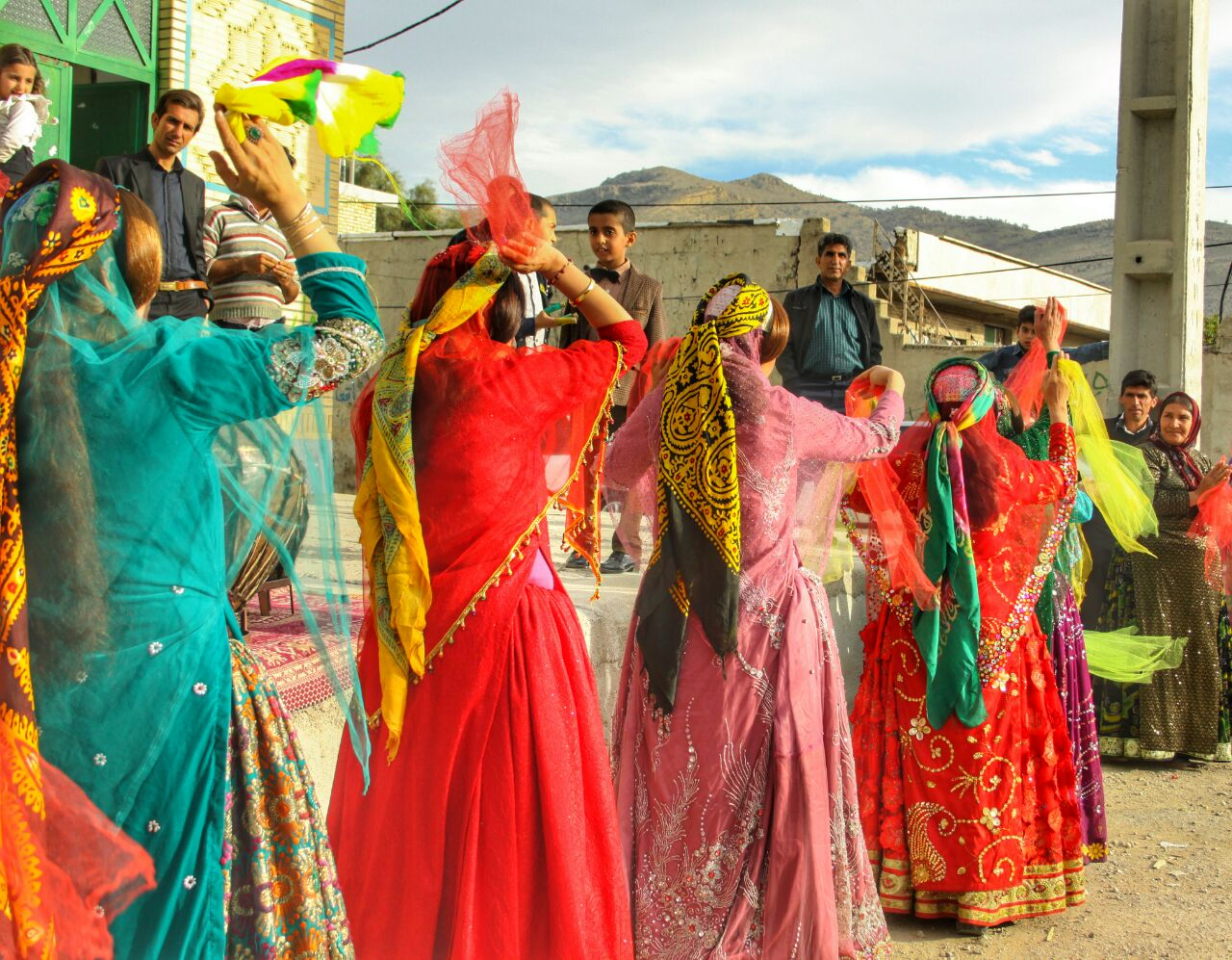
رقص دستمال بازی زنان لر در ممسنی

در فرهنگ لری رسم بر این بوده که برای اینکه پسر به سن بلوغ رسیده را اهلیت و شایستگی بخشند به او زن می‌دادند و زن را به عنوان کسی که می‌توانست جوان سرکش و مغرور را رام و آرام کند معرفی می‌کند، این موضوع نشان از این دارد که زن‌ها و دخترها از لحاظ درک درست و درجه عقلانیت یک گام جلوتر از مردها و پسرها هستند و زود تر به بلوغ فکری می‌رسند.

## اهمیت نام مادر در فرهنگ لری
در گویش لری مادر را با کلمه «دآ» صدا می‌زنند. در زبان فارسی به نقل از لغتنامه دهخدا و فرهنگ ایران باستان پورداود (جلد اول صفحات ۵۷و ۷۱ و ۷۴)، ریشه‌ای از فعل بخشیدن، دادن، آفریدن و ساختن خوانده‌اند که از آن واژه‌های بسیاری از جمله «دی» مشتق شده است. «دی» که در گویش کهگیلویه و بویر احمدی به معنی مادر است، هم نام اولین ماه زمستان و هم نام فرشته‌ای است که امور و مصالح دی ماه را به عهده دارد.

## زن لر نماد سازندگی

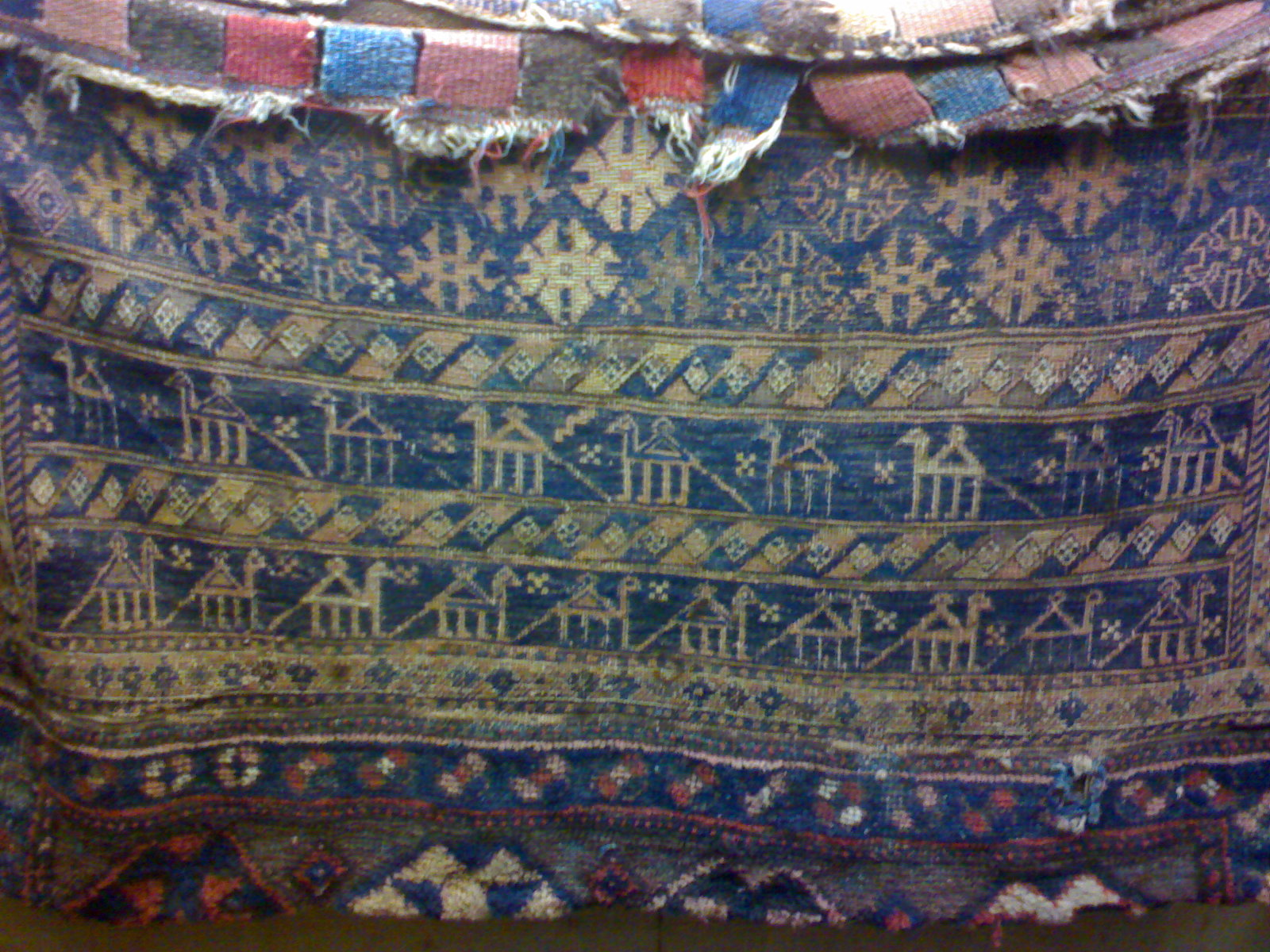
گلیم بافته شده در خرم‌آباد، موزه فلک‌الافلاک

زنان بختیاری و به خصوص ایلات و عشایر بیش از زنان جامعه شهری در تولید و جمع‌آوری گیاهان دارویی و خوراکی، خانه‌داری و تربیت فرزندان، دوشیدن شیر، آب‌به‌دوش‌کشیدن، دوغ‌زدن و درست‌کردن ماست، پنیر، کره، کشک و روغن، پختن نان، رنگرزی، صنایع‌دستی، بافتن قالی و قالیچه و دباغی و برزگری تبحر داشته و دارند. زنان قوم لر تأثیر به سزایی بر توسعهٔ گردشگری و اقتصاد محلی دارند و با کارآفرینی اجتماعی، به ایجاد فرصت‌های شغلی و توسعهٔ فعالیت‌های اقتصادی محلی می‌پردازند.
مهم‌ترین تولیدات لبنی عشایر لرستان شیر، روغن، کشک، کره، دوغ، ماست و پنیر و توف است و مهم‌ترین صنایع دستی تولیدی شامل قالی، قالیچه، گبه، گلیم، زیلو، ورنی، جاجیم، چادر، حصیر، خورجین، توبره، چوقا، کلاه، دستکش، جوراب، گیوه و پاپوش است که عمدتاً توسط زنان آماده می‌شود.

## زن در ضرب‌المثل‌های لری

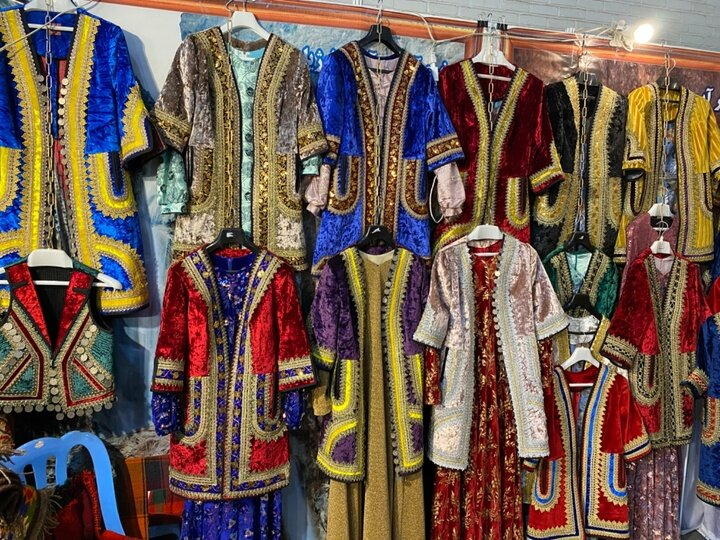
لباس محلی لری

نقش زن در فرهنگ مردم لر به عنوان کسی که همگام و همراه مردان است غیرقابل انکار است. هر چند ضرب‌المثل‌ها هم تصویر زنان و دختران این خطه از سرزمین را آن طوری که باید و شاید نشان نداده‌اند اما مهم‌ترین ضرب‌المثل‌ها دربارهٔ نفش و ارزش جایگاه زن و به ویژه مادر که در قوم لر مرسم است عبارتند از:
- زَن مِن هَر حونِه ای بِرَه خونَ وَش ایبَخشِن

(یعنی ارزش و اعتبار زن به قدری است که بخاطر او از خون قاتل هم می‌گذرند و او را می‌بخشند)
- حونه بی کِیبِنو وَ دَرد نیخَرِه

(یعنی خانه بدون کدبانو بی‌ارزش است)
- حونِه بی دِی مَزارِه

(یعنی خانه بدون مادر مثل قبر است)
- دویَر خوب سَر دِیش ایرَه

(یعنی دختر خوب به مادرش می‌رود)
- دِیه بُوین دوَیَرَه بِسون

(یعنی قبل از ازدواج اول مادر رو ببین بعد دختر رو بگیر)
- زَن کاری مِرد کاری تا بِشَوِه روزگاری

(مرد و زن با کار کردن با هم گذران زندگی می‌کنند)

## لالایی
لالایی‌های لرستان را از نظر توجه به جنسیت فرزند می‌توان به دو دسته تقسیم کرد: دستة اول، لالایی‌هایی هستند که بی‌توجه به جنسیت فرزند بیان می‌شوند (لالایی‌های عمومی) و دستة دوم نیز آنها که به‌طور اختصاصی برای دختر یا پسر خوانده می‌شوند.

### نمونه‌ای از لالایی‌های لری
لالا لالا لالا لالات و نازه
بالش زیر سرت مخمل تازه
لالا لالائی ت کنم تا مادر آیه
گوساله گو کویی و شیر بیایه
گواره ات بَوَم و شاخ بیدی
لالا لالات کنم و یه امیدی سماور جوش زنه اَشیر میشو
دلم پر می زنه سی قوم و خویشو